# FC Tiraspol
FC Tiraspol (rum. Fotbal Club Tiraspol) – mołdawski klub piłkarski z siedzibą w Tyraspolu.

## Historia
Chronologia nazw:
- 1993—06.2001: Constructorul Kiszyniów
- 07.2001—21.03.2002: Constructorul-93 Cioburciu
- 21.03.2002—2015: FC Tiraspol

Drużyna piłkarska Constructorul Kiszyniów została założona w mieście Kiszyniów w 1990. Od 1992 powiązana z Agro i z nazwą Agro Kiszyniów kontynuowała tradycje Constructorulu w najwyższej lidze Mołdawii.
Nowy klub Constructorul Kiszyniów powstał w 1993 (często zwany Constructorul-93 aby odróżnić od innego Constructorulu, założonego w 1990). W sezonie 1994/95 debiutował Divizia A, w której zajął 1. miejsce i zdobył awans do Divizia Națională, w której występuje do dziś. 21 marca 2001 przeniósł się do Cioburciu i zmienił nazwę na Constructorul-93 Cioburciu. W 2002 przeniósł siedzibę do Tyraspola. W 2015 klub zakończył działalność.

## Sukcesy
- mistrz Mołdawii: 1996/97
- 3-krotny zdobywca Pucharu Mołdawii: 1995/1996, 1999/00, 2012/13
- 2-krotny finalista Pucharu Mołdawii: 1997/98, 1998/99

## Europejskie puchary
Legenda do wszystkich tabel:
- Q – runda eliminacyjna, 1/16, 1/8, 1/4, 1/2 – odpowiednia faza rozgrywek, Grupa – runda grupowa, 1r gr – pierwsza runda grupowa, 2r gr – druga runda grupowa, F – finał, R – runda, PO – play-off
- k. – rzuty karne, los. – losowanie, Dogr. – dogrywka, w. – zasada bramek strzelonych na wyjeździe

### PEMK/Liga Mistrzów
| Sezon   | Runda | Klub           | Dom | Wyjazd | Ogólnie |
| ------- | ----- | -------------- | --- | ------ | ------- |
| 1997/98 | 1Q    | Sławija Mozyrz | 1–1 | 2–3    | 3–4     |

### Puchar Zdobywców Pucharów
| Sezon   | Runda | Klub                          | Dom | Wyjazd | Ogólnie |
| ------- | ----- | ----------------------------- | --- | ------ | ------- |
| 1996/97 | 1R    | Hapoel Ironi Riszon le-Cijjon | 1–0 | 2–3    | 3–3, w. |
| 1996/97 | 2R    | Galatasaray SK                | 0–4 | 0–1    | 0–5     |
| 1998/99 | 1R    | Rudar Velenje                 | 0–2 | 0–0    | 0–2     |

### PMT/Puchar UEFA/Liga Europy
| Sezon   | Runda | Klub             | Dom | Wyjazd | Ogólnie     |
| ------- | ----- | ---------------- | --- | ------ | ----------- |
| 1999/00 | 1R    | Ferencváros      | 1–1 | 1–3    | 2–4         |
| 2000/01 | 1R    | CSKA Sofia       | 2–3 | 0–8    | 2–11        |
| 2004/05 | 1Q    | Szirak Giumri    | 2–1 | 2–0    | 4–1         |
| 2004/05 | 2Q    | Metałurh Donieck | 1–2 | 0–3    | 1–5         |
| 2013/14 | 1Q    | Skonto FC        | 0–1 | 1–0    | 1–1, k: 2–4 |
| 2014/15 | 1Q    | İnter Baku       | 2–3 | 1–3    | 3–6         |

### Puchar Intertoto
| Sezon | Runda | Klub               | Dom | Wyjazd | Ogólnie |
| ----- | ----- | ------------------ | --- | ------ | ------- |
| 2002  | 1R    | Synot              | 0–0 | 0–4    | 0–4     |
| 2006  | 1R    | MKT-Araz İmişli    | 2–0 | 0–1    | 2–1     |
| 2006  | 2R    | Lech Poznań        | 3–1 | 1–0    | 4–1     |
| 2006  | 3R    | SV Ried            | 1–1 | 1–3    | 2–4     |
| 2008  | 1R    | Mika Erywań        | 0–0 | 2–2    | 2–2, w. |
| 2008  | 2R    | Tawrija Symferopol | 0–0 | 1–3    | 1–3     |